# سینمای ایران در جستجوی خوشبختی
سینمای ایران در جستجوی خوشبختی (انگلیسی: Iran's Cinema in Pursuit of Happiness) یک فیلم مستند ایرانی به نویسندگی و کارگردانی آرمین نادری است که در سال ۱۴۰۰ منتشر شد. در اختتامیه سومین دوره جایزه پژوهش سال سینمای ایران، این مستند در بخش پژوهش‌های بصری برنده جایزه
شد. این مستند با نگاهی تاریخی جامعه‌شناختی، قهرمان جوان سینمای ایران را در طی پنج دهه مورد واکاوی قرار می‌دهد.
مجید حسینی‌زاد، امیررضا نوری‌پرتو، رامتین شهبازی و امیررضا تجویدی از جمله افرادی هستند که در این مستند با آن‌ها مصاحبه شده‌است.